# Wildledermantelmann
Wildledermantelmann ist ein 1977 erschienenes Musikalbum des deutschen Liedermachers Franz Josef Degenhardt. Er beschreibt besonders in dem gleichnamigen Stück die Enttäuschung über ehemalige Gefährten aus der Zeit der Studentenbewegung von 1968, die die sozialistischen Ideale verraten haben, politisch nach rechts ins sozial-liberale Lager gerückt sind und typischerweise Wildledermäntel tragen.
Des Weiteren befinden sich auf dem Album kapitalismuskritische Lieder wie Ballade vom verlorenen Sohn oder Arbeitslosigkeit, aber auch das ursprünglich von Walther von der Vogelweide geschaffene Papstlied über die von Innozenz III. ausgelöste Spaltung des Deutschen Reiches durch den Einsatz eines nicht anerkannten Gegenkaisers; in Papstlied II arrangiert Degenhardt das Stück neu mit einem Text von Peter Rühmkorf, der den Präsidenten der Weltbank und seine Politik kritisiert.
Das Album wurde produziert von Jimmy Bowien und das Albumcover wurde von Gertrude Degenhardt gestaltet.

## Titel auf dem Album
- Ballade vom verlorenen Sohn
- Rondo Pastorale
- Wildledermantelmann
- Im Gonsbachtal
- Arbeitslosigkeit
- Papstlied I und II
- Fabel von den Hirten und den Wölfen
- Als Kommunist

## Weblink
- musicline Wildledermantelmann